# Marche (rivier)
De Marche is een riviertje met een lengte van 18½ km in het stroomgebied van de Maas.
Zij stroomt in het arrondissement Virton in het zuiden van Belgische Provincie Luxemburg en het noorden van het Franse departement Ardennes. De Marche ontspringt in het Bos van Banel aan de grens tussen België en Frankrijk in de gemeente Florenville en stroomt tussen Margut en La Ferté-sur-Chiers in de Chiers, die op haar beurt in de Maas uitstroomt. De Marche stroomt langs de bekende Abdij van Orval en verder voornamelijk door de Franse Ardennen.
- Library of Congress Control Number: n82062832
- Nationale Bibliotheek van Israël: 987007566978005171
- Système universitaire de documentation: 027295133
- Virtual International Authority File: 145437441